# Grablegung Christi (Pala Baglioni)
Die Grablegung Christi ist ein Altargemälde des italienischen Renaissance-Künstlers Raffael aus dem Jahr 1507. Das Bild bildete zusammen mit weiteren Werken Raffaels den zentralen Teil eines Altars in der Kirche San Francesco al Prato in Perugia.

## Beschreibung
Das Werk zeigt eine bewegte Gruppe von 10 Figuren bei der Grablegung Jesu. Zwei Träger haben den Leichnam Christi nach der Kreuzabnahme aufgehoben und sind am Eingang des Grabes angekommen. Der linke Träger ersteigt soeben rückwärts schreitend die erste Stufe der Gruft. Die etwas links vom Bildmittelpunkt hinter Christus stehende Maria Magdalena ergreift die Hand des Leichnams. Links von ihr der Jünger Johannes und Josef von Arimathäa (nach traditioneller Ikonographie trägt er Christus bei den Schultern; Nikodemus, der auf dieser Darstellung fehlt, hingegen die Beine). Maria, die Mutter Jesu, sinkt ohnmächtig in die Arme einiger sie begleitender Frauen. Im Hintergrund rechts steigt der Kreuzigungshügel mit den drei leeren Kreuzen auf. Links davon breitet sich eine hügelige Landschaft mit einer in der Ferne liegenden Stadt aus. Dahinter zieht sich eine Gebirgskette über den Horizont.
Das Bild ist links unten am Felsvorsprung signiert und datiert (Raphael Urbinas MDVII).

## Geschichte

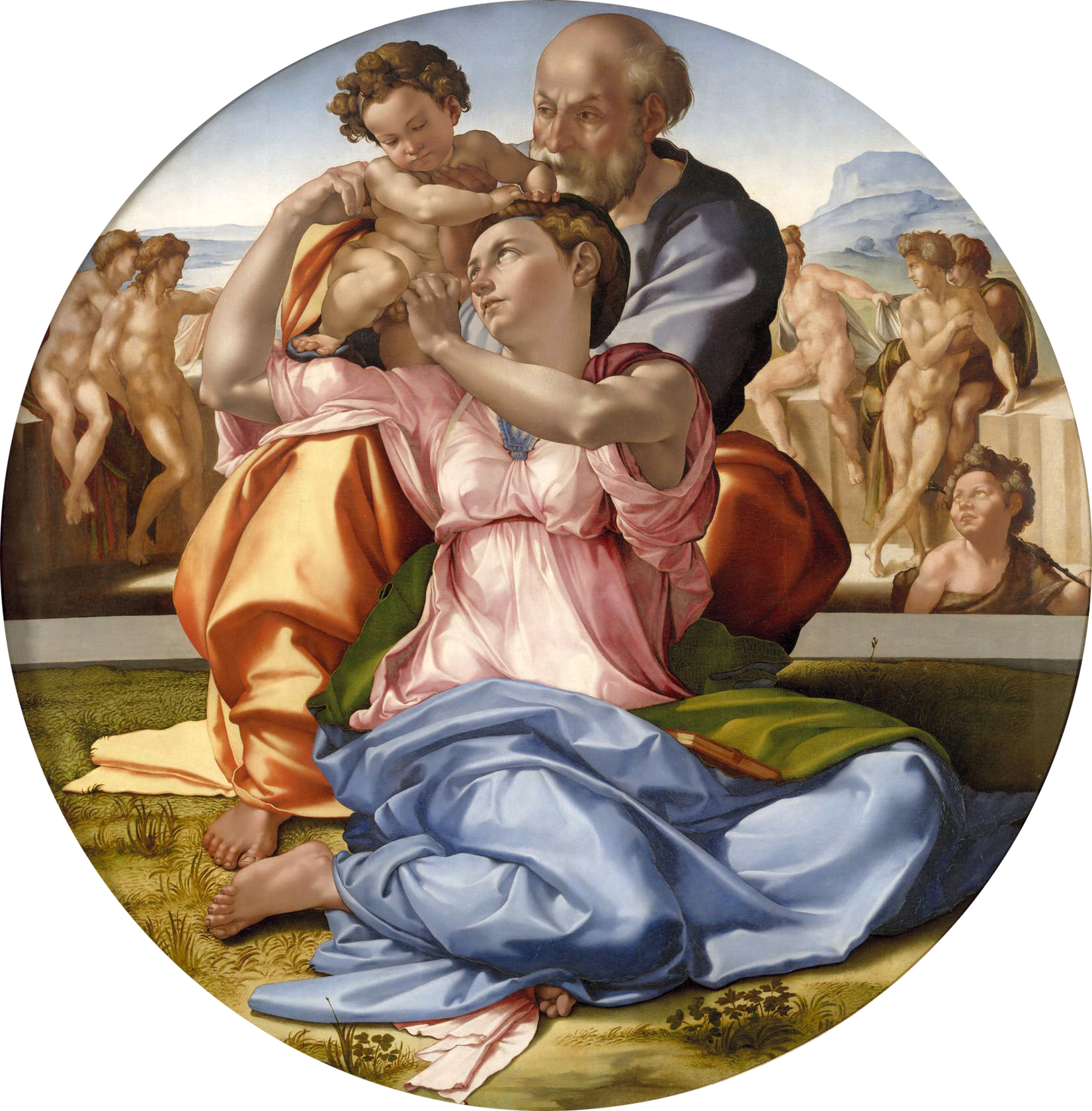
Tondo Doni (Michelangelo, 1504–05)

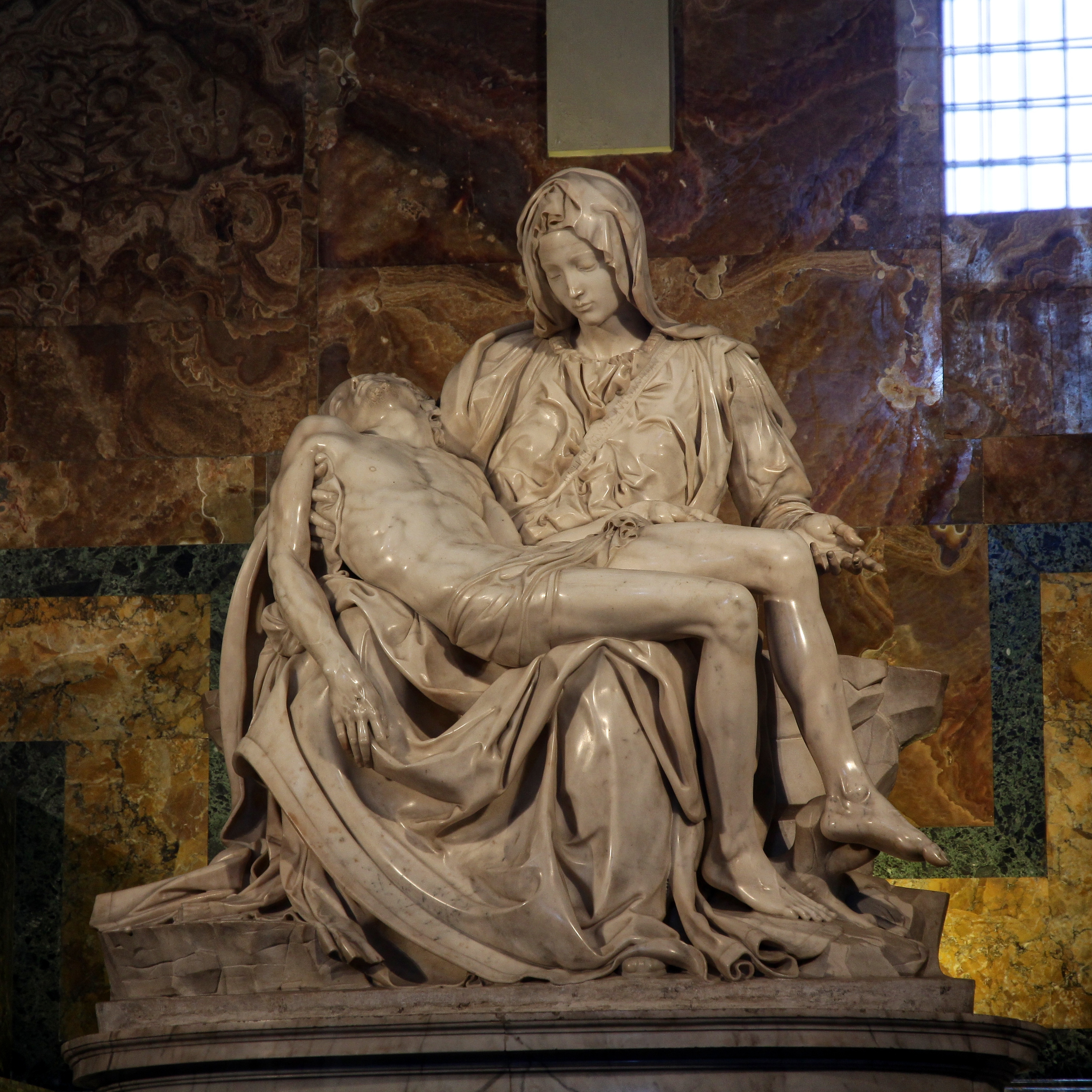
Die Römische Pietá (Michelangelo, ca. 1500)

Die Auftraggeberin war Atlanta Baglioni, Vertreterin einer adligen Familie aus Perugia. Das Bild sollte ihrem Sohn Grifonetto gewidmet sein, der in den Kämpfen um die Herrschaft der Florentiner im Juli 1500 in Perugia getötet worden war. Diese Theorie gilt seit Jacob Burckhardts ‚Kultur der Renaissance’ als unangefochten. Das Bild sollte zugleich an den Tod eines Unschuldigen und an die Qualen seiner Mutter erinnern. Traditionell wird im rechten Träger des Leichnams ein Porträt des Grifonetto Baglioni gesehen, der in dieser Darstellung somit die Assistenzfigur des Nikodemus ersetzt. Ein weiterer Hinweis für den Bezug zum Baglioni-Sohn ist, dass die Kleidung (kostbares Oberteil und Schuhe) ihn im Vergleich zu den anderen Figuren als adlig ausweist.
Das Gemälde wurde 1507 auf einen Altar der Kirche S. Francesco in Perugia gebracht, wo es für 101 Jahre blieb, bis es entsprechend dem Willen des Kardinals Scipione Caffarelli Borghese nachts entwendet und Papst Paul V. als Geschenk überbracht wurde; dieser schenkte es dem Nepoten wiederum für seine Kunstsammlung, so dass das Gemälde unwiderruflich in den Privatbesitz der Familie überging. Seitdem befindet es sich in der Villa Borghese in Rom. Die aufgrund des Verlustes zu Recht erbosten Bürger Perugias erhielten als Wiedergutmachung eine Kopie des Werkes, angefertigt von Cavaliere d’Arpino.
Die kniende Figur am rechten Bildrand verrät, dass Raffael den Tondo Doni (1504–1506) Michelangelos gekannt haben muss. Die Haltung des Leichnams Christi erinnert darüber hinaus an die Römische Pietà Michelangelos (ca. 1500). Auch scheinen die Kartons für die Fresken Leonardos und Michelangelos in der Sala del Consiglio im Palazzo della Signoria Raffael so sehr beeindruckt zu haben, dass er die ersten, statischeren Entwürfe zum Bild verwarf und nun alle Figuren, die sich um den toten Christus gruppieren, in körperlicher und emotionaler Bewegung darstellt.

„Und wer die Sorgfalt und die Kunstfertigkeit und die Anmut jenes Bildes betrachtet, hat wahrhaftig allen Grund, erstaunt zu sein, denn es verblüfft jeden, der es bewundert, wegen der Erscheinung der Figuren, der Schönheit der Gewänder und ganz allgemein wegen der außerordentlichen Qualität, die es in allen Bereichen aufweist.“

Der Erfolg des Gemäldes öffnete Raffael in Rom Tür und Tor. Vasari beschreibt, dass er nach Vollendung der 'Grablegung' zurück nach Florenz ging, jedoch kurze Zeit später auf Empfehlung Bramantes, der ein entfernter Verwandter Raffaels war, an den Hof Papst Julius II. berufen wurde. Hier betraute man ihn mit der Gestaltung der neu geschaffenen Päpstlichen Gemächer (Stanzen). Nach anderen Quellen besuchte Papst Julius II. Perugia im Jahr 1506 um mäßigend auf die Familie Baglioni einzuwirken und sah bei dieser Gelegenheit Werke von Raffael, was ihn veranlasste, den Künstler an den päpstlichen Hof zu holen.

## Skizzen und Studien (Auswahl)
Raffael erstellte eine Reihe von Vorzeichnungen, die heute in verschiedenen Museen aufbewahrt werden (Ashmolean Museum in Oxford, British Museum in London, Louvre in Paris, Uffizien in Florenz). Diese Skizzen dokumentieren die Genese des Werks von der Statik und Anmut der Figurenkomposition im Stil von Raffaels Lehrer Perugino hin zur heftigen Bewegtheit und figürlichen Dichte eines Leonardo und Michelangelo. Laut Vasari vollendete Raffael das Bild in Perugia, wohingegen er den vorbereitenden Karton bereits in Florenz erstellte.

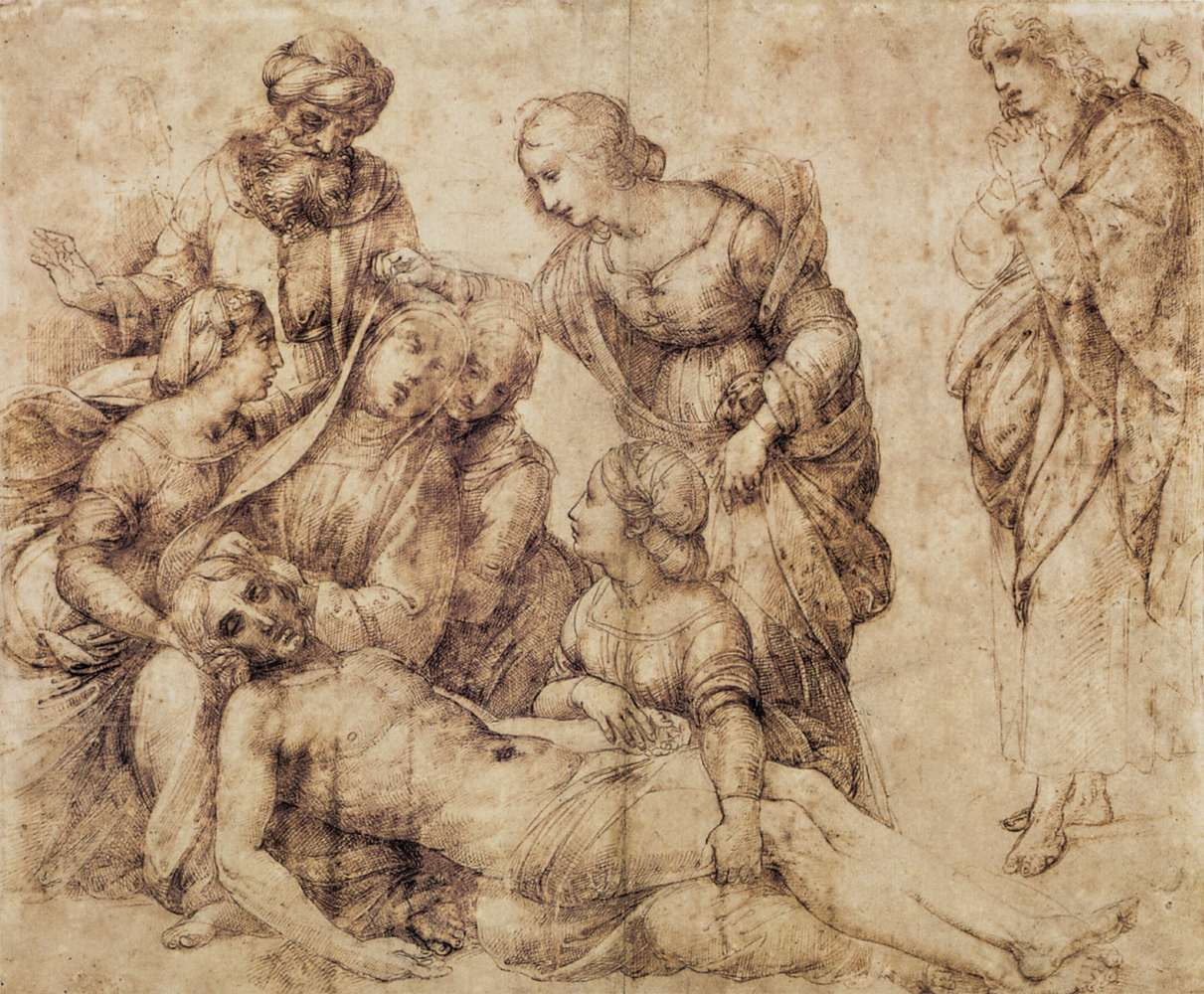
Eine der ersten Studien zur Grablegung (1505)
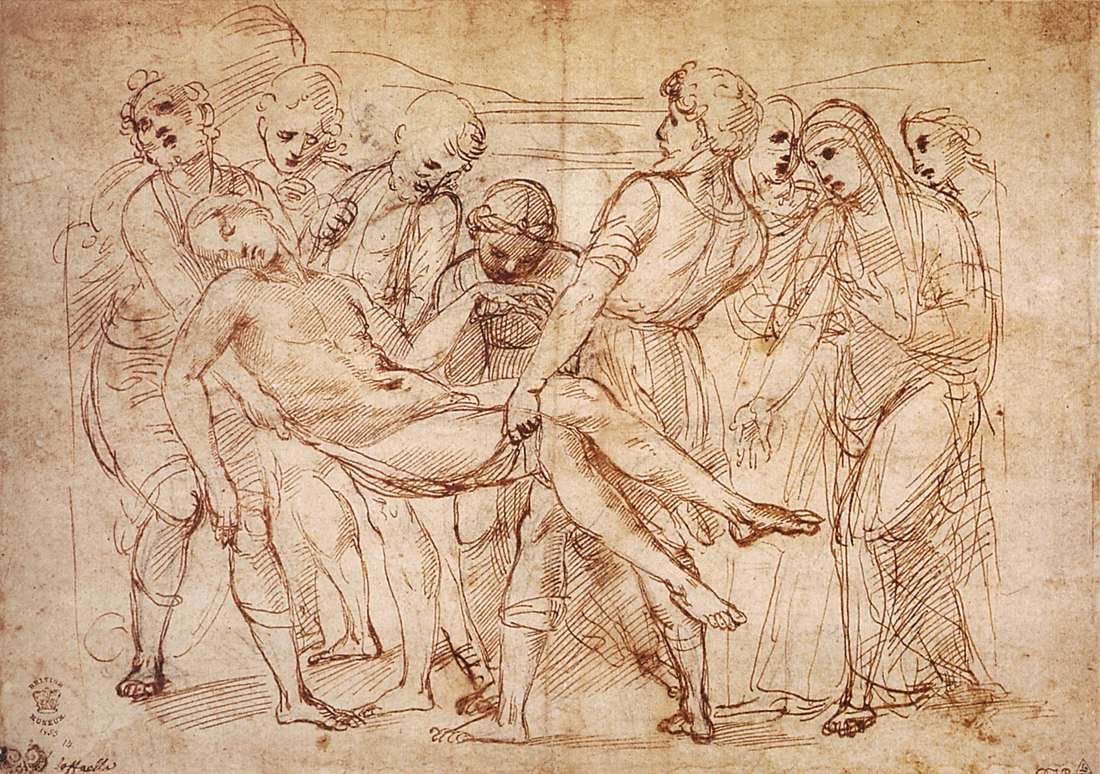
Studie (1507)
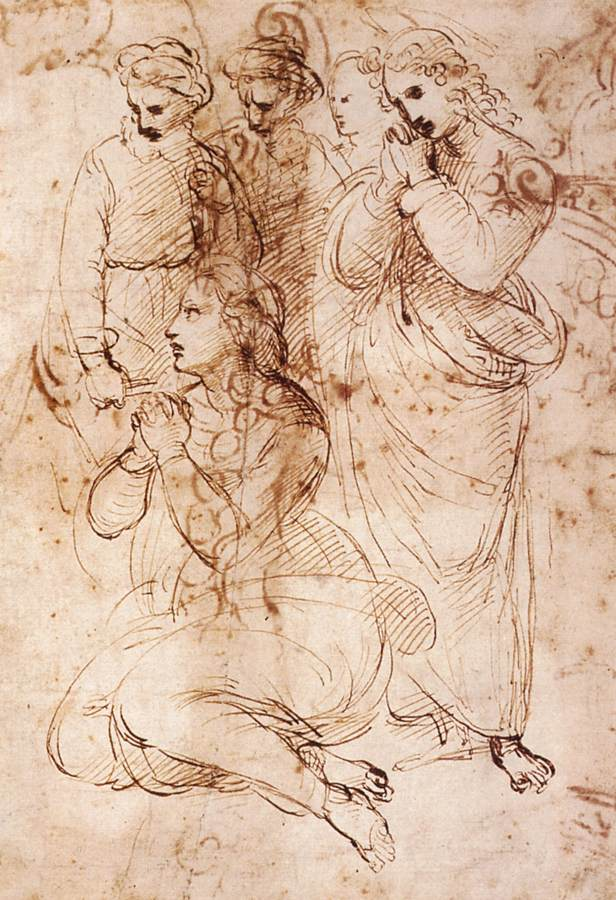
Studie (ca. 1506)
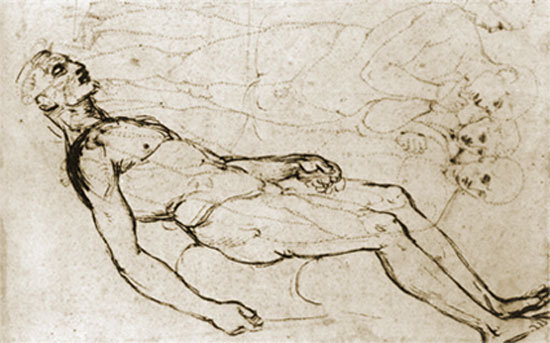
Anatomische Studie zur Figur des Christus
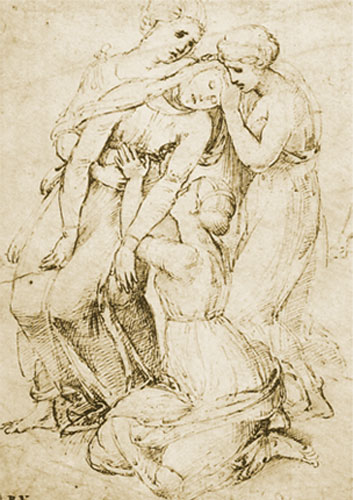
Studie (ca. 1507)
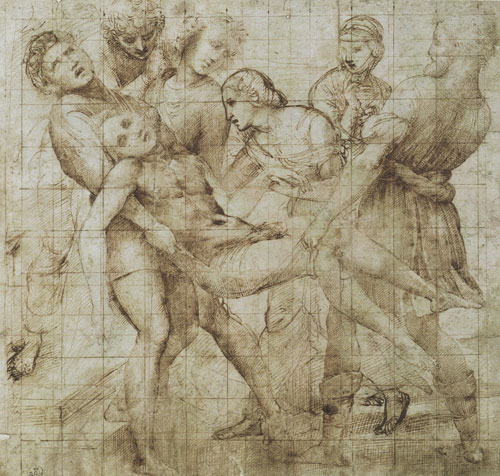
Studie mit Rasterung zur Übertragung der Skizze auf den Bildträger

## Rekonstruktion des Altars
Der komplette Altaraufbau in San Francesco al Prato umfasste neben der ’Grablegung' noch eine Darstellung des 'Ewigen unter Engeln' im giebelförmigen Aufsatz (nur in einer Kopie erhalten), einen Fries mit der Darstellung von Putten und Greifen und die drei theologischen Tugenden (Glaube, Liebe, Hoffnung) als monochrome Werke in der Predella.

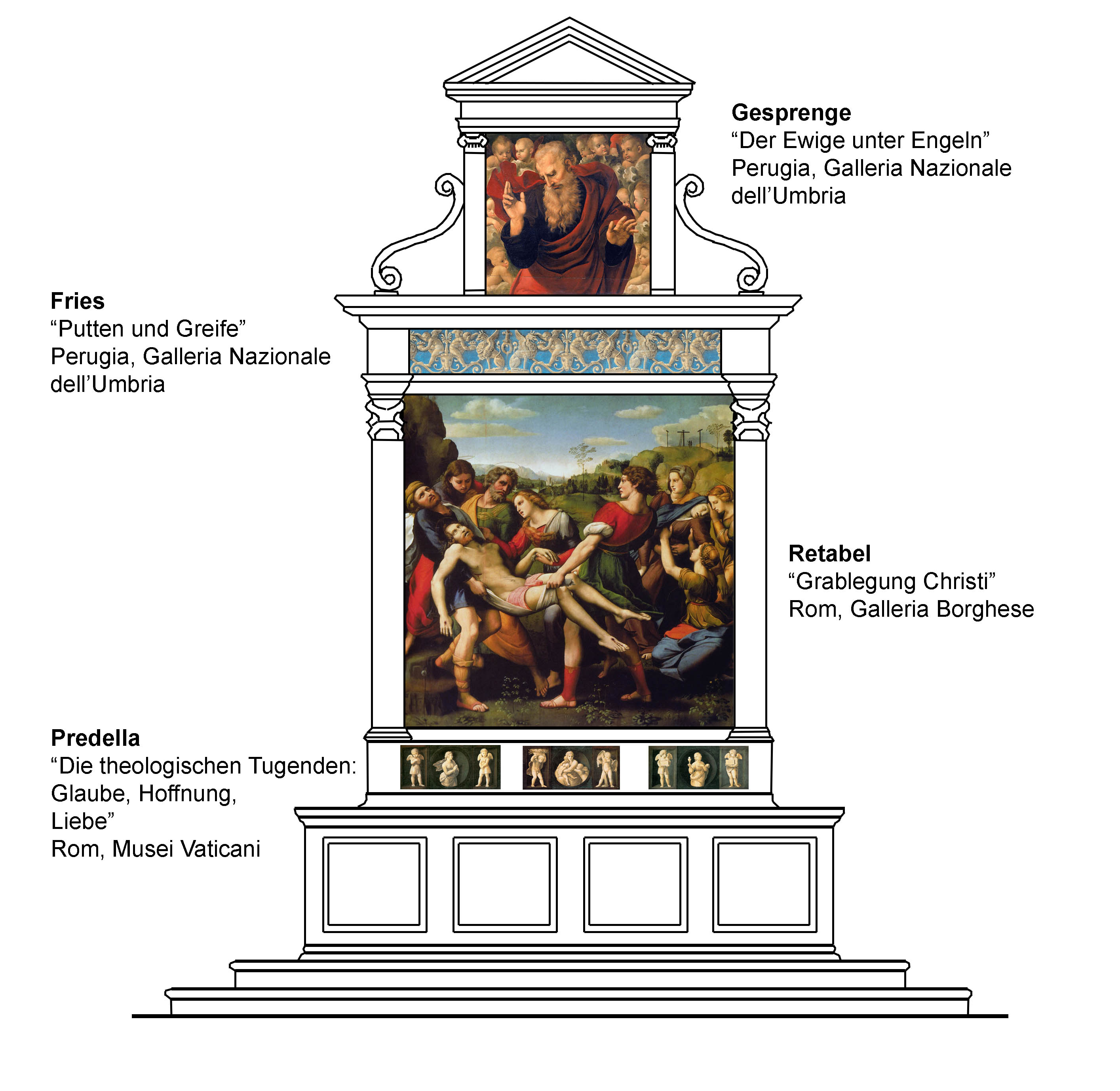
Mögliche Rekonstruktion der 'Pala Baglioni'
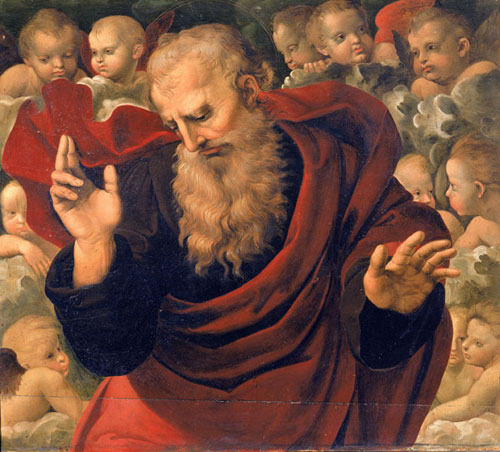
„Der Ewige unter Engeln“
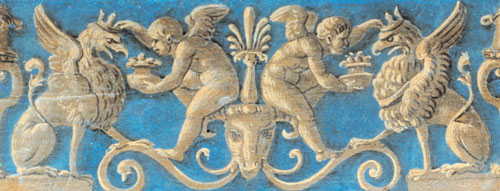
Fries mit Putten und Greifen
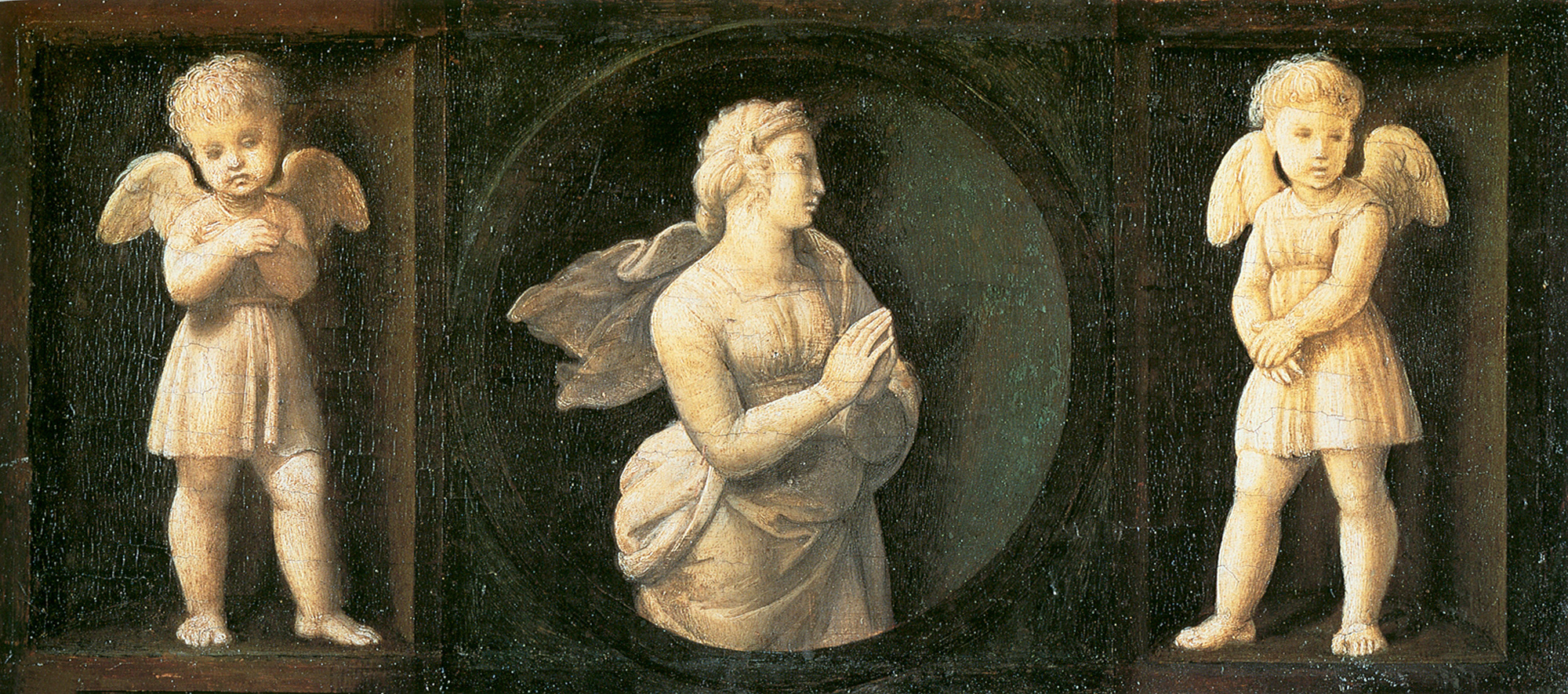
Die Hoffnung
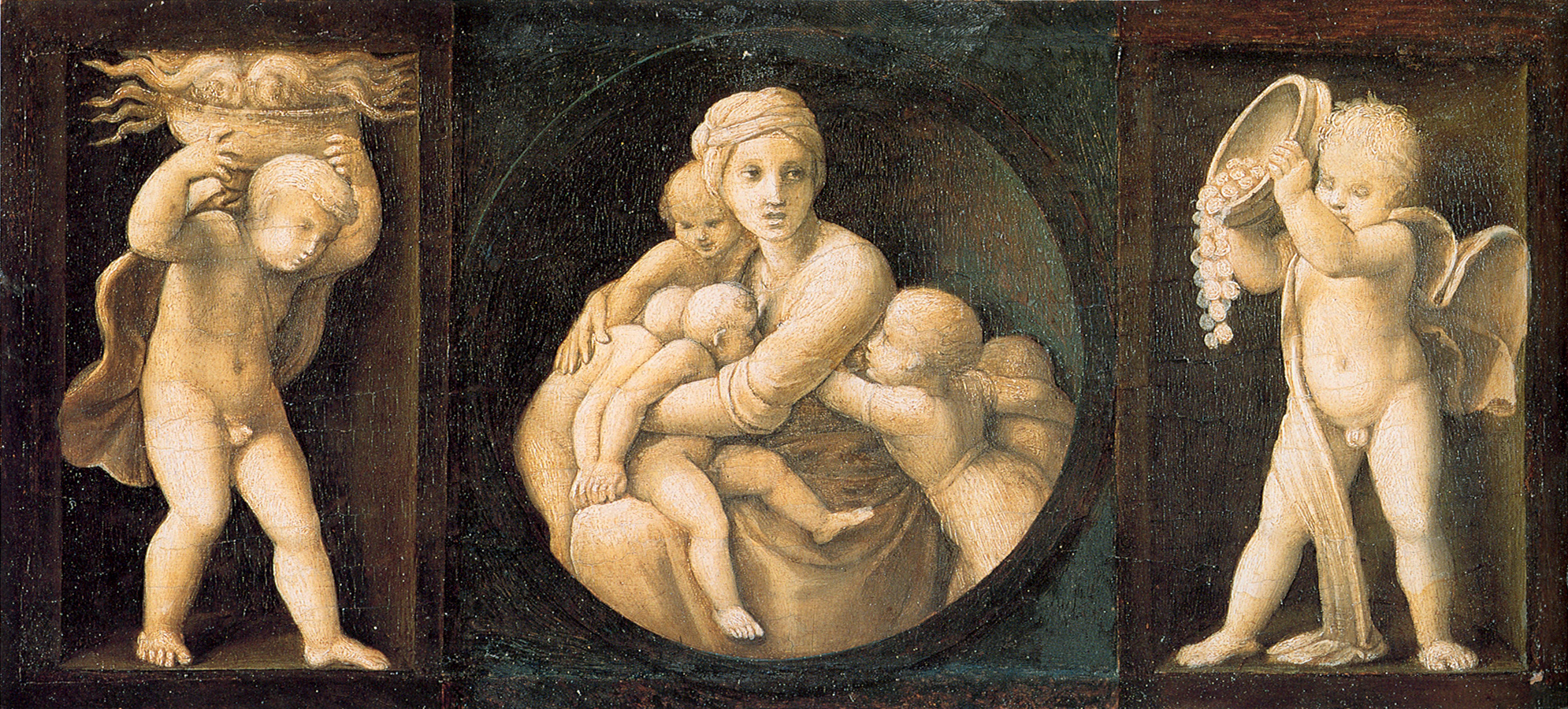
Die Liebe
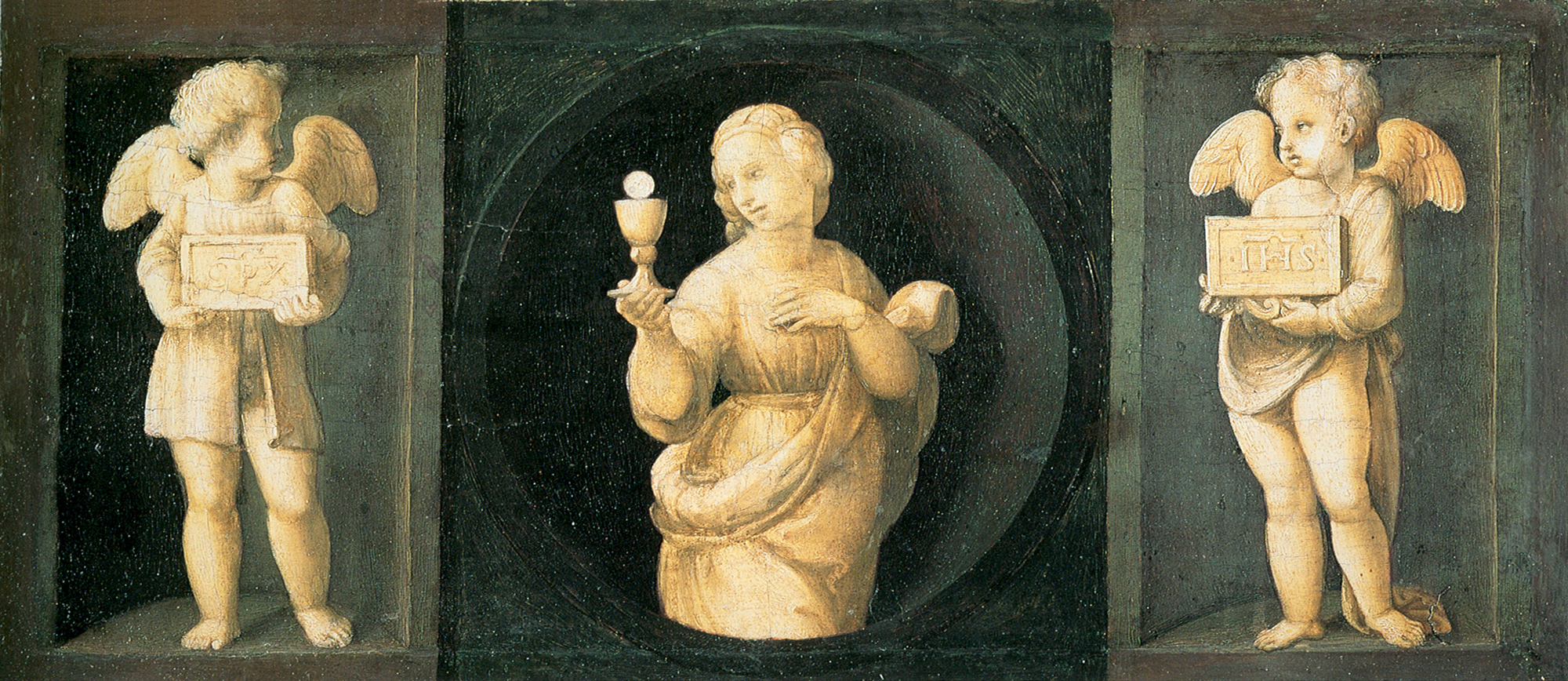
Der Glaube